# Exoparyphus janenschi
Exoparyphus janenschi är en skalbaggsart som beskrevs av Schmidt 1922. Exoparyphus janenschi ingår i släktet Exoparyphus och familjen långhorningar. Inga underarter finns listade i Catalogue of Life.